# NGC 3017
NGC 3017 est une galaxie elliptique située dans la constellation du Sextant. NGC 3017 a été découverte par l'astronome américain Ormond Stone en 1886.

## Caractéristiques
Sa vitesse par rapport au fond diffus cosmologique est de 6 575 ± 43 km/s, ce qui correspond à une distance de Hubble de 97,0 ± 6,8 Mpc (∼316 millions d'al).